# 妊娠カレンダー
『妊娠カレンダー』（にんしんカレンダー）は、小川洋子の小説および同作品を収めた作品集。第104回芥川龍之介賞の受賞作。表題作の他、「ドミトリイ」「夕暮れの給食室と雨のプール」の2篇が収録されている。

## 単行本・文庫所収作一覧

### 妊娠カレンダー
- 初出 『文學界』1990年9月号。

同年、第104回芥川賞を受賞。戦後初めての20代女性の受賞作品。姉が妊娠2か月半だと分かった12月29日(月)から、出産を迎えようとする8月11日(火)までの約7か月半を、「わたし」の書く日記形式の文で綴った小説。（曜日から1986年末から1987年夏までではないかと推測される。）
アメリカの雑誌『ザ・ニューヨーカー』2005年12月26日号に英訳版が掲載された。英題は「Pregnancy Diary」。

### ドミトリイ
- 初出 『海燕』1990年12月号。

芥川賞を受賞後に発表した第1の作品。

### 夕暮れの給食室と雨のプール
- 初出 『文學界』1991年3月号。

『ザ・ニューヨーカー』2004年9月6日号に英訳版が掲載された。英題は「The Cafeteria in the Evening and a Pool in the Rain」。

## 書籍情報
単行本
- 『妊娠カレンダー』 1991年2月25日、文藝春秋 ISBN 4163124209

文庫
- 『妊娠カレンダー』 1994年2月10日、文春文庫 ISBN 978-4167557010

電子書籍
- 『妊娠カレンダー』 2002年2月20日、文藝春秋